# 高山美香 (翻訳家)
高山 美香（たかやま みか、1963年〈昭和38年〉 - ）は、日本の翻訳家。
滋賀県草津市に誕生する。父の仕事の関係で、小学校5年から6年にかけてマレーシアに在住し、英語に触れる機会を多く持ち、自然と英語が好きになる。神戸大学文学部に在学中、英語検定1級を取得する。
1986年（昭和61年）に大学を卒業後、大阪府で不動産会社に就職するが、仕事の多忙さに馴染めず、1年半で退職する。高校時代の教員が字幕翻訳家を目指していたこと、当時はビデオの普及により映像翻訳の需要が増加していたことから、特許事務所に転職し、英文事務を担当しつつ、映像翻訳の勉強を始める。
大阪の翻訳学校を経て、1990年（平成2年）、本格的に映像翻訳家を目指して上京。岡枝慎二の翻訳講座で1年間学んだ後、知人の伝手で、字幕翻訳家の進藤照光に師事する。1993年（平成5年）に、翻訳家として独立する。
吹替翻訳を主として活動しており、日本国外のドラマや映画など、多数の吹替翻訳をこなしている。特にアメリカのドラマ『アリー my Love』では、全5シーズンの翻訳をすべて1人でこなしており、放送コードに抵触しかねない男女間の台詞を、生きた日本語で巧みに表現する手法が評価されている。

## 翻訳作品
- アリー my Love[3][4]
- シュレック[3]
- スクリーム
- スクリーム2
- スクリーム3
- スクリーム4: ネクスト・ジェネレーション
- すべてをあなたに[5]
- センター・オブ・ジ・アース[5]
- デスパレートな妻たち[3][4]
- 24 -TWENTY FOUR-[3]
- ブリジット・ジョーンズの日記[3]